# Petrophile anceps
Petrophile anceps är en tvåhjärtbladig växtart som beskrevs av Robert Brown. Petrophile anceps ingår i släktet Petrophile och familjen Proteaceae. Inga underarter finns listade i Catalogue of Life.